# Pharmakida
Pharmakida (en grec: remeier) és una antiga fortalesa tràcia prop del riu Ropotamo, al sud-est de Bulgària. Mesura uns 3.000 metres quadrats aproximadament de superfície. Està format per una torre, un mur, ruïnes de llars cobertes amb sostres enrajolats i un cercle de pedra. Al centre conté urnes de ceràmic tràcia antiga decorades amb representacions de caps de bous, i unes monedes de plata que ara es troben al Museu Nacional Històric de Sofia. El nom de la fortalesa és identificat perquè apareix a mapes antics. L'origen del nom és atribuït a un culte antic de divinitats de la curació i la medicina. És possible que el nom siga el predecessor del poble actual Primorsko.